# 한국대학수영연맹
한국대학수영연맹(韓國大學水泳聯盟, Korea University Swimming Federation, KUSF)은 대한민국의 대학 수영, 대학 수구를 관할하는 스포츠 행정 기구이다.

## 참고 문헌
- “대한체육회 회원종목단체 경영공시”. 대한체육회.

## 같이 보기
- 대한민국의 수영
- 대한민국의 수구
- 대한수영연맹